# Richard Thorpe
Richard Thorpe, de nom real Rollo Smolt Thorpe (Hutchinson, Kansas, 24 de febrer de 1896 - Palm Springs, Califòrnia, 1 de maig de 1991), fou un director de cinema estatunidenc.
Després del seu pas per diferents companyies teatrals de vodevil ingressa a la nòmina de Hollywood com a actor, es converteix en director el 1924 mentre abandona progressivament la seva tasca com a intèrpret.
Amb una cadència de treball i de longevitat dins de la indústria cinematogràfica només equiparable a Michael Curtiz o Allan Dwan, Richard Thorpe va treballar a la Metro-Goldwyn-Mayer per durant trenta anys. Un període vàlid per a adaptar-se a tota mena de gèneres, encara que les seves preferències es decantarien pels westerns de nivell mitjà -The Earl of Chicago, Vengeance Valley-, aventures - la sèrie sobre Tarzan protagonitzada pel genuí Johnny Weissmuller, The Adventures of Huckleberry Finn, Tots els germans eren valents, Les aventures de Quentin Durward- i cintes històriques concentrades sobretot en el decenni dels cinquanta (Ivanhoe, Els cavallers de la taula rodona, The Student Prince).

## Filmografia parcial
- Rarin' to Go (1924)
- Gold and Grit (1925)
- Deuce High (1926)
- The Meddlin' Stranger (1927)
- Ride 'em High (1927)
- Desperate Courage (1928)
- Vultures of the Sea (1928)
- The Vanishing West (1928)
- The Fatal Warning (1929)
- The King of the Kongo (1929)
- The Utah Kid  (1930) amb Rex Lease i Boris Karloff
- The Lady From Nowhere (1931) amb Alice Day
- Grief Street (1931) amb Barbara Kent i John Holland
- Murder at Dawn (1932) amb Jack Mulhall i Josephine Dunn
- Slightly Married (1932) amb Evalyn Knapp i Walter Byron
- Forgotten (1933) amb Lee Kohlmar
- Murder on the Campus (1933) amb Charles Starrett
- Notorious but Nice (1933) amb Marian Marsh i Betty Compson
- The Quitter (1934) amb Charley Grapewin i Emma Dunn
- Green Eyes (1934) amb Shirley Grey i Charles Starrett
- Secret of the Chateau (1934) amb Claire Dodd i Alice White
- Strange Wives (1934) amb Roger Pryor i June Clayworth
- Last of the Pagans (1935) amb Ray Mala i Lotus Long
- The Voice of Bugle Ann (1936) amb Lionel Barrymore i Maureen O'Sullivan
- La fuga de Tarzan (Tarzan Escapes) (1936) amb Johnny Weissmuller i Maureen O'Sullivan
- Dangerous Number (1937) amb Robert Young i Ann Sothern
- The Crowd Roars (1938) amb Robert Taylor, Edward Arnold, Frank Morgan, i Maureen O'Sullivan
- Man-Proof (1938) amb Myrna Loy, Franchot Tone, Rosalind Russell i Walter Pidgeon
- The First Hundred Years (1938) amb Robert Montgomery, Virginia Bruce i Warren William
- The Toy Wife (1938) amb Luise Rainer i Melvyn Douglas
- Three Loves Has Nancy (1938) amb Janet Gaynor, Robert Montgomery i Franchot Tone
- The Earl of Chicago (1939) amb Robert Montgomery i Edward Arnold
- The Adventures of Huckleberry Finn (1939) amb Mickey Rooney, Walter Connolly, i William Frawley
- Tarzan i el seu fill (Tarzan Finds a Son!) (1939) amb Johnny Weissmuller i Maureen O'Sullivan
- 20 Mule Team (1940) amb Wallace Beery
- Wyoming (1940) amb Wallace Beery
- Barnacle Bill (1941) amb Wallace Beery
- The Bad Man (1941) amb Wallace Beery, Lionel Barrymore, Laraine Day, i Ronald Reagan
- Tarzan a Nova York (Tarzan's New York Adventure) (1942) amb Johnny Weissmuller i Maureen O'Sullivan
- Joe Smith, American (1942)
- White Cargo (1942) amb Hedy Lamarr com Tondelayo
- Per damunt de la sospita (Above Suspicion) (1943)
- Two Girls and a Sailor (1944)
- The Thin Man Goes Home (1945) amb William Powell i Myrna Loy
- Thrill of a Romance (1945) amb Esther Williams
- Her Highness and the Bellboy (1945) amb Hedy Lamarr i Robert Walker
- Fiesta (1947) amb Esther Williams i Ricardo Montalbán
- This Time for Keeps (1947) amb Esther Williams i Jimmy Durante
- On an Island with You (1948) amb Esther Williams, Peter Lawford, i Jimmy Durante
- A Date amb Judy (1948) amb Wallace Beery, Jane Powell, i Elizabeth Taylor
- Malaya (1949) amb Spencer Tracy i James Stewart
- Big Jack (1949) amb Wallace Beery, Richard Conte, Marjorie Main, i Edward Arnold
- Challenge to Lassie (1949) amb Donald Crisp i Alan Napier
- Black Hand (1950) amb Gene Kelly
- Three Little Words (1950) amb Fred Astaire i Red Skelton
- The Unknown Man (1951) amb Walter Pidgeon
- Vengeance Valley (1951) amb Burt Lancaster
- Carbine Williams (1952) amb James Stewart
- Ivanhoe (1952) amb Robert Taylor, Elizabeth Taylor, i Joan Fontaine
- El presoner de Zenda (The Prisoner of Zenda) (1952) amb Stewart Granger, Deborah Kerr, i James Mason
- The Girl Who Had Everything (1953) amb Elizabeth Taylor, Fernando Lamas, i William Powell
- Els cavallers de la taula rodona (Knights of the Round Table) (1953) amb Robert Taylor i Ava Gardner
- Tots els germans eren valents (All the Brothers Were Valiant) (1953) amb Robert Taylor i Stewart Granger
- Athena (1954) amb Jane Powell i Debbie Reynolds
- The Student Prince (1954), amb Ann Blyth, Edmund Purdom, i la veu de Mario Lanza.
- Les aventures de Quentin Durward (The Adventures of Quentin Durward) (1955) amb Robert Taylor i Robert Morley
- Tip on a Dead Jockey (1957) amb Robert Taylor i Dorothy Malone
- Ten Thousand Bedrooms (1957) amb Dean Martin
- Jailhouse Rock (1957) amb Elvis Presley
- Els assassins del Kilimanjaro (Killers of Kilimanjaro) (1959) amb Robert Taylor i Anthony Newley
- The House of the Seven Hawks (1959) amb Robert Taylor
- The Honeymoon Machine (1961) amb Steve McQueen
- The Tartars (1961)
- The Horizontal Lieutenant (1962) amb Jim Hutton i Paula Prentiss
- Follow the Boys (1963)
- Fun in Acapulco (1963) amb Elvis Presley i Ursula Andress
- The Golden Head (1964) amb George Sanders i Buddy Hackett
- The Truth About Spring (1964)
- That Funny Feeling (1965) amb Sandra Dee, Bobby Darin, i Donald O'Connor
- Duel a mort a Rio Rojo (The Last Challenge) (1967)